# François-Romain Thollon
François-Romain Thollon (geboren 1855; gestorben 1896) war ein französischer Botaniker und Tiersammler, der unter anderem im heutigen Kongo und in Gabun aktiv war. 1884 war er Teilnehmer der Mission von Pierre Savorgnan de Brazza in Westafrika.
Thollon war stellvertretender Leiter der Sektion für Botanik an der Muséum national d’histoire naturelle in Paris. Er verließ Paris und ging in den Kongo und nach Gabun und sammelte dort Pflanzen und Tiere. Vieler seiner Pflanzen sandte er an das Muséum d’Histoire Naturelle. Er selbst verblieb bis zu seinem Lebensende im Kongo.
Bekannt wurde Thollon unter anderem durch seine Fischsammlung sowie als Namensgeber mehrerer Tierarten wie dem Thollon-Stummelaffen (Piliocolobus tholloni), dem Kongoschmätzer (Myrmecocichla tholloni), dem Buntbarsch Coptodon tholloni sowie dem Afrikanischen Salmler Brycinus tholloni bekannt. Darüber hinaus wurde die Schildzeckenart Amblyomma tholloni nach ihm benannt, die den Erreger der Herzwasserkrankheit der Rinder, Ehrlichia ruminantium, übertragen kann.

## Belege
1. 1 2  „Thollon.“ In: Bo Beolens, Michael Grayson, Michael Watkins: The Eponym Dictionary of Mammals. Johns Hopkins University Press, 2009; S. 409–410; ISBN 978-0-8018-9304-9.
2. ↑  Thollon, François-Romain (1855-1896) in der Datenbank JSTOR Global Plants.